# Биро, Михай
Михай Да́ниель Биро (венг. Bíró Mihály Dániel; 20 июля 1914 или 27 сентября 1919, Австро-Венгрия — 1970, Будапешт) — венгерский футболист, играл на позиции нападающего. Серебряный призёр чемпионата мира 1938 года.

## Биография

### Игровая карьера
В течение трёх сезонов Биро играл за «Ференцварош», в составе которого выиграл два чемпионских титула в 1938 и 1940 годах, а также Кубок Митропы в 1937 году. За клуб он сыграл в 40 матчах, забив 11 голов. Затем он перешёл в «Шальготарьян», в составе которого отыграл два сезона.
В составе сборной Венгрии на чемпионате мира 1938 года завоевал серебряную медаль, но за национальную команду не сыграл ни одной встречи.

## Достижения
«Ференцварош»
- Чемпион Венгрии (2) : 1937/38, 1939/40
- Обладатель Кубка Митропы (1) : 1937